# Макнабб, Роберт Фрэнсис Росс
Роберт Фрэнсис Росс Макнабб (англ. Robert Francis Ross McNabb; 1934—1972) — новозеландский миколог и фитопатолог.

## Биография
Роберт Макнабб родился 11 декабря 1934 года в городе Кавакава на Северном острове Новой Зеландии. Учился ботанике, зоологии, геологии и химии в Университете Отаго, в 1956 году окончил его со степенью бакалавра. За свою диссертацию он был удостоен премии Холлоуэя. Через два года, в 1958 году, он получил степень магистра. С 1959 года Макнабб работал ассистентом в фитопатологическом отделении Департамента научных исследований Новой Зеландии. В это время он занимался изучением преимущественно агариковых и ржавчинных грибов. В 1961 году Макнабб отправился учиться в Лондон. В 1963 году Макнабб под руководством профессора Сесила Терренса Ингольда получил степень доктора философии Лондонского университета за работу, посвящённую дакримицетовым. В 1964 году он вернулся в Новую Зеландию и продолжил работать в фитопатологическом отделении. В 1966 году Макнаббу была присуждена премия Гамильтона Королевского общества Новой Зеландии. В том же году он стал работать в редакции журнала New Zealand Journal of Botany. В 1968 году он стал членом Британского микологического общества. С августа 1972 года Роберт работал в Кентерберийском университете в Крайстчерче. 14 ноября 1972 года Роберт Макнабб скончался.

## Некоторые научные работы
- McNabb, R.F.R. (1962). The graminicolous rust fungi of New Zealand. Transactions of the Royal Society of New Zealand Bot. 1 (19): 235-257, 16 figs.
- McNabb, R.F.R. (1962). The genus Exobasidium in New Zealand. Transactions of the Royal Society of New Zealand Bot. 1 (20): 259-268, 2 pls, 8 figs.
- McNabb, R.F.R. (1965). Some auriculariaceous fungi from the British Isles. Transactions of the British Mycological Society 48 (2): 187-192, 1 fig.
- McNabb, R.F.R. (1968). The Boletaceae of New Zealand. New Zealand Journal of Botany 6: 137-176.

## Виды, названные в честь Р. Ф. Р. Макнабба
- Dacrymyces macnabbii D.A.Reid, 1974
- Entoloma macnabbianum E.Horak, 1980
- Paxillus macnabbii Singer, J.García & L.D.Gómez, 1990 [syn.  Austropaxillus macnabbii (Singer, J.García & L.D.Gómez) Jarosch, 2001]
- Uromyces macnabbii Cummins, 1971